# António Leite de Magalhães
António Leite de Magalhães foi um major do exército português, Governador da Guiné-Bissau entre 1927 e 1931.